# Lauvøyna
Ne doit pas être confondu avec Lauvøyna (Øygarden).
Lauvøyna est une île dans le landskap Sunnhordland du comté de Vestland. Elle appartient administrativement à Lindås.

## Géographie
Rocheuse et couverte d'arbres, elle s'étend sur environ 781 m de longueur pour une largeur approximative de 478 m. 